# Juan Pablo de Villanueva
Juan Pablo de Villanueva Domínguez (Madrid, 26 de enero de 1943 - Pamplona, 3 de noviembre de 2008),fue un periodista y empresario español, fundador y primer director del diario Expansión. También dirigió otros diarios, como Marca o La Gaceta de los Negocios.

## Biografía

### Primeros años
Licenciado en Ciencias de la Información por la Universidad de Navarra, obtuvo el Premio Nacional Fin de Carrera (1963), tras graduarse en Periodismo con Premio Extraordinario, siendo el número uno de su promoción. Durante años trabajó como periodista en diversos medios de comunicación y, posteriormente, fue asumiendo funciones directivas a nivel empresarial, hasta que decidió crear sus propias empresas. En 1965 ingresó en la redacción de El Alcázar. Al aparecer Nuevo Diario, fue nombrado jefe de página editorial, subdirector (1968) y director (1969). En diciembre de 1969 fue nombrado subdirector de la Agencia Efe, cargo que desempeñó durante catorce meses.

### Actividad empresarial
En 1972, junto con otros periodistas, creó Informe Diario S.A., y Multipress S.A., empresas del sector de la comunicación que presidió hasta 1980. Desde 1973 a 1976 fue consejero del diario Sol de España, de Málaga, y consejero delegado del Diario de León. En 1976 pasó a dirigir Actualidad Española, y fue nombrado editor de Actualidad Económica, semanario que posteriormente compró con otros periodistas en 1977, dando origen al grupo Espacio Editorial S.A. (que en 1992 se transforma en el Grupo Recoletos), y que presidió desde su fundación hasta 1991, año en que vendió su participación.
Como presidente del grupo, intervino en el relanzamiento de Telva como mensual, en la compra del diario deportivo Marca, en la subasta de medios de comunicación del Estado, del que es vicepresidente de la empresa editora y director del periódico (1984-1985) y presidente (1985-1991). Fue uno de los fundadores del diario económico Expansión (1986), del que fue su primer director y presidente de la sociedad editora hasta 1991, año en que vendió su participación accionarial en la compañía.
También fue presidente-editor del Grupo Negocios, tras tomar la mayoría del capital de la compañía al frente de un grupo de periodistas y empresarios. Hasta su fallecimiento era presidente de la Fundación Diálogos, fundación privada y clasificada como de interés general por el Ministerio de Educación y Cultura. La Fundación tiene como principal actividad la organización de simposios internacionales sobre cuestiones de actualidad. Desde 1993 era presidente de Consejo de administración de Siena, S.A. (Servicios de Información Educativos), empresa editora de El Magisterio Español, el semanario más antiguo de España, que se publica ininterrumpidamente desde 1866, y del Anuario Español de la Educación, desde SIENA fundó la editora PRENSA JOVEN, S.L. para editar los periódicos MENOS 25 y MENOS 20, ambos de distribución gratuita, dirigidos a estudiantes universitarios y de bachillerato, respectivamente.

### Fallecimiento
Falleció la madrugada del 3 de noviembre de 2008, a los 65 años de edad, en la Clínica Universidad de Navarra, a causa de una enfermedad hematológica.